# Szarpak
Szarpak – kłusownicza metoda wędkarskiego połowu ryb.

## Opis
Podczas łowienia ryb na szarpak stosuje się bardzo duże, silnie dociążone (na przykład ołowiem lub masywną wahadłówką), ostre kotwice. Metoda stosowana jest w miejscach intensywnego gromadzenia się ryb (tarliska, zimowiska) i polega na podcinaniu (szarpaniu) zwierząt za dowolne fragmenty ciała. Metoda różni się więc od innych typów połowu tym, że to nie ryba atakuje przynętę, zahaczając haczyk w znakomitej większości przypadków pyskiem, ale to wędkarz haczykiem dynamicznie atakuje rybę, kalecząc ją w wielu miejscach. Rany odnoszą w tym przypadku nie tylko ryby schwytane przez kłusownika, ale też te, które zostały okaleczone w wodzie. Dodatkowo osoby stosujące tę metodę użytkują najczęściej bardzo duże kotwiczki, w ilościach wykraczających poza określone przepisami prawa. 
Połów na szarpaka uważany bywa za najbardziej barbarzyńską metodą kłusowniczą w wędkarstwie, a jej wykrywalność jest niewielka, z uwagi na fakt, że do tej metody wykorzystuje się zwykłe wędzisko z kołowrotkiem. Kłusownicy nie rzucają się zatem w oczy, co czyni metodę stosunkowo popularną. Łowiący na szarpaka odławiają nie więcej niż 30% pokaleczonych ryb (dużych sztuk, gdyż to one najczęściej łapią się na haczyk), a reszta umiera z odniesionych ran w wodzie.